# Say Lou Lou
Say Lou Lou ist ein schwedisch-australisches Dream-Pop-Duo, bestehend aus den Zwillingsschwestern Elektra und Miranda Kilbey (* 7. Juni 1991 in Sydney).

## Geschichte
Die Schwestern sind Töchter von The-Church-Frontmann Steve Kilbey, verbrachten die ersten Jahre ihrer Kindheit in Australien und leben seitdem in Schweden. 2012 veröffentlichten sie ihre Debütsingle Maybe You samt Videoclip und stellten ihn auf SoundCloud. Sie erhielten kurz darauf einen Plattenvertrag beim französischen Label Kitsuné, der den Titel inklusive vier Remixe veröffentlichte. Der Name der Gruppe war anfangs noch Saint Lou Lou und musste wegen eines Markenrechtstreits geändert werden. Anfang 2013 war die Gruppe zusammen mit ihrer Liveband Opener auf der Europatour der Band Hurts. Say Lou Lou gehörten zu den nominierten Künstlern des Newcomer-Barometers  BBC Sound of 2014 des britischen Senders BBC.
Am 23. Februar 2015 erschien das Debütalbum Lucid Dreaming, welche Platz 49 in den schwedischen Musikcharts erreichte.

## Diskografie
Alben
- 2015: Lucid Dreaming
- 2018: Immortelle

EPs
- 2024: Dust, Pt. 1

Singles
- 2012: Maybe You
- 2013: Julian
- 2013: Better in the Dark
- 2014: Everything We Touch
- 2014: Games for Girls (x Lindstrøm)
- 2015: Nothing But a Heartbeat
- 2018: Ana